# Moyry Pass
Koordinaten: 54° 4′ N, 6° 23′ W
Der Moyry Pass (irisch Bhealach an Mhaighre, englisch auch: Gap to the North/Gap of the North) ist ein Gebirgspass im Norden der irischen Insel. Er war ein militärisch bedeutender Pass zwischen den Städten Newry und Dundalk an der Straße Slige Midluachra zwischen Tara und Dunseverick auf der Bergkuppe des Slieve Gullion mit 573 m. Die historische Passstraße befindet sich auf der Grenze zwischen Nordirland und der Irischen Republik.
Geschichtlich wurde der Moyry Pass 1315 zu einem Nadelöhr, als Edward Bruce Dundalk zu Beginn des Kriegs der Bruce in Irland stürmen wollte. Er wurde zunächst von anglo-irischen Truppen unter Mac Duilechain of Clanbrassil und Mac Artain of Iveagh, die ihm zunächst in Carrickfergus noch die Treue geschworen hatten, aufgehalten. Bruce konnte sie jedoch entscheidend schlagen.
Auch im späten Mittelalter und der Neuzeit war der Pass als wesentliche Verbindungsstraße zwischen der Provinz Ulster und der Region Pale weiterhin von Bedeutung.
1600 kam es zur Schlacht am Moyry Pass zwischen irischen Rebellen und englischen Truppen. Die Schlacht blieb ohne Sieger, forderte aber einen größeren Blutzoll bei den unter Lord Mountjoy, Charles Blount, 1. Earl of Devonshire, geführten Engländern. 
1601 gelange es Blount, das Moyry Castle zu errichten, um den Gebirgspass überwachen zu können.
Im Krieg der zwei Könige (1689–1691) zog am 22. Juni 1690 ein Heer der Jakobiten über den Pass und wurde hier durch wilhelmitische Truppen kurzzeitig aufgehalten. Das Scharmützel führte zum Tod des Befehlsführers Lawrence Dempsey.